# Dimaro Folgarida
Dimaro Folgarida (IPA: /diˈmaro folˈɡarida/) è un comune italiano di 2 130 abitanti della provincia autonoma di Trento in Trentino-Alto Adige.
Il comune sparso è stato istituito il 1º gennaio 2016 per fusione dei territori comunali di Dimaro e Monclassico, e fa parte della Comunità della Valle di Sole (C7).

## Origine del nome
A differenza di altri casi di fusione, il toponimo del nuovo ente non comprende entrambi i nomi dei comuni preesistenti o un nuovo nome; nel caso specifico si è scelto invece di aggiungere Folgarida, nota località sciistica già frazione di Dimaro.

## Geografia fisica

### Territorio
Parte del comune di Dimaro Folgarida fa parte del Parco Naturale Adamello-Brenta.

## Storia
Il comune è nato grazie al referendum popolare del 14 dicembre 2014 fra gli elettori degli ex comuni di Dimaro e Monclassico.
Il territorio è composto da cinque frazioni Carciato, Dimaro, Folgarida, Monclassico e Presson con capoluogo a Dimaro.

### Simboli
Lo stemma del comune di Dimaro Folgarida sono stati approvati con D.G.P. del 24 marzo 2017, n. 461.
Le figure araldiche che vanno a comporre lo stemma sono state riprese da quelle degli stemmi dei precedenti comuni. Dallo scudo di Monclassico sono state prese la fascia azzurra, le stelle e il monte con la quercia, mentre da quello di Dimaro gli abeti e la ruota dentata con il sole al centro.
Le cinque stelle corrispondono ai cinque centri abitati, gli abeti rappresentano le quattro ASUC (Dimaro, Carciato, Monclassico e Presson) e la quercia è simbolo di saggezza. La ruota dentata sta a indicare le attività lavorative della popolazione locale presso le fucine e le segherie veneziane che furono attive, grazie alla forza motrice dell'acqua del torrente Meledrio, per quattro secoli dal XVI al XIX secolo.
Il gonfalone è un drappo partito di giallo e di azzurro.

## Monumenti e luoghi d'interesse

### Architetture religiose
- Chiesa di San Vigilio nella frazione di Monclassico
- Chiesa di San Lorenzo nella frazione di Dimaro
- Chiesa della Madonna di Loreto nella frazione di Presson
- Chiesa della Natività di San Giovanni Battista nella frazione di Carciato

## Società

### Evoluzione demografica
Abitanti censiti

Dal 2011 Dimaro Folgarida è sede del ritiro estivo precampionato della Società Sportiva Calcio Napoli.

## Infrastrutture e trasporti

### Ferrovie
Dimaro Folgarida dispone di due stazioni che si trovano sulla linea Trento-Malé-Mezzana: stazione di Monclassico e stazione di Dimaro-Presson.

## Amministrazione
| Periodo           | Periodo           | Primo cittadino  | Partito      | Carica                  | Note   |
| ----------------- | ----------------- | ---------------- | ------------ | ----------------------- | ------ |
| 1º gennaio 2016   | 8 maggio 2016     | Gilberto Masé    |              | Commissario prefettizio | [ 15 ] |
| 9 maggio 2016     | 21 settembre 2020 | Andrea Lazzaroni | Lista civica | Sindaco                 | [ 16 ] |
| 22 settembre 2020 | 4 maggio 2025     | Andrea Lazzaroni | Lista civica | Sindaco                 |        |
| 5 maggio 2025     | in carica         | Marco Panciera   | Lista civica | Sindaco                 |        |